# Cercamon

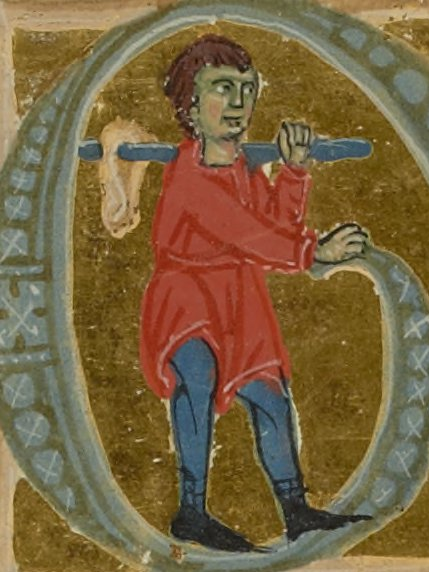
Cercamon representado en un cancionero del

Trovador natural de la Gascuña, es autor de un planh (planto) a la muerte de Guillermo X de Aquitania, hijo del trovador Guillermo de Poitiers, ocurrida en 1137. Por otro lado, en una de sus composiciones hace una mención a la necesidad de reconquistar la ciudad de Edesa, cuya caída en la Nochebuena de 1144 desencadenó la segunda Cruzada. Estas fechas nos permiten situar su producción a mediados del siglo XII. Conservamos 7 composiciones suyas con fuerte influencia de Marcabrú.